# Aguja de ganchillo

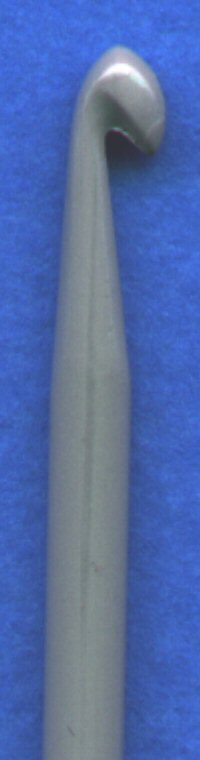
Una aguja de ganchillo

Una aguja de ganchillo, o simplemente aguja de gancho o de croché, es un tipo de aguja en forma de tallo que tiene la punta doblada formando un pequeño saliente que sirve para hacer labores de ganchillo, es decir, para hacer a mano trabajos de punto de ganchillo. Esta aguja puede ser de varios materiales, como por ejemplo: metal, plástico, hueso o madera. Parece que la primera aguja de aguja de ganchillo habría aparecido entre las postrimerías del siglo XVIII y comienzos del siglo XIX.

## Etimología
La palabra «aguja de ganchillo» es un diminutivo de «gancho», que a su vez es un préstamo medieval (ya lo usa Francesc Eiximenis en su libro Lo Crestià) al castellano «gancho». Según Joan Corominas la base primitiva de «gancho» es la palabra céltica ganskio.

## Cultura popular

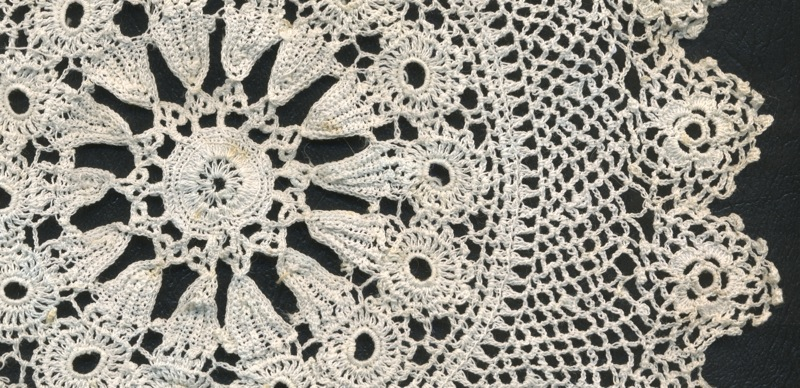

La forma de esta aguja ha inspirado en Cataluña (España) el nombre de un tipo de judías, las judías de gancho, que actualmente cuenta con Denominación de Origen Protegida.
En Valencia (España) se usa la expresión fer lo ganxet para referirse al hecho de empujar la balanza con el dedo para hacer bajar el plato.
Se usa gancho como patronímico satírico de algunas poblaciones, entre ellas Sant Feliu de Guíxols, Reus y Organyà.